# Bourne (Lincolnshire)

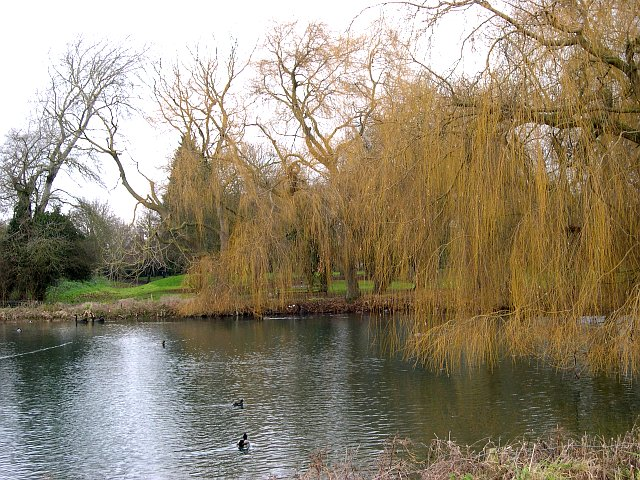
Piscina de São Pedro (St. Peters' Pool), Wellhead Gardens. A 'piscina' se refere à lenda de fundação da cidade.

Bourne é uma cidade de mercado e paróquia civil da Inglaterra, situada na margem ocidental da região conhecida como Fens, no distrito de South Kesteven, no sul de Lincolnshire.
A cidade se originou a partir da estrada romana sobre a qual foi construída, em parte devido à fonte de água de excepcional qualidade originária de suas fontes. O nome "Bourne" (ou "Bourn", como era conhecida originalmente) é um nome comumente dado a um assentamento, e deriva do anglo-saxão, significando "água" ou "fonte [de água]". 
A cidade se situa na intersecção das rodovias A15 e da B1193 (antiga A151), em 52° 46,092′ N, 0° 22,632′ O. Assim como o centro da cidade em si, a paróquia civil abrange também os vilarejos (hamlets) de Cawthorpe, Dyke e Twenty.
A paróquia eclesiástica de Bourne faz parte do decanato de Beltisloe, da diocese de Lincoln, e tem sua sede na Abadia de São Pedro e São Paulo. O atual ocupante do cargo é o reverendo Chris Atkinson. Diversas outras denominações religiosas são representadas na cidade, incluindo as igrejas Metodista, Batista e da Reforma Unida, bem como a Igreja Católica.
A economia da cidade era baseada na produção rural. A chegada da ferrovia abriu um mercado para a água mineral engarrafada localmente. Hoje em dia a principal economia da cidade ainda tem como base a área rural, girando em torno da agricultura e do preparo e embalagem de alimentos, especialmente visando a venda em supermercados, embora também conte com geração de renda proveniente do turismo. O distrito, como um todo, é um dos que apresentam o mercado imobiliário com o crescimento mais rápido do país, e boa parte destas novas construções estão sendo feitas em Bourne. A população da cidade tinha, em 2006, aproximadamente 12.000 habitantes, com base em estimativas feitas a partir dos dados do censo britânico de 2001. Em 2007 existiam aproximadamente 5.424 domicílios.